# شفیق عبود
شفیق عبود (۱۹۲۶ در نزدیکی بکفیا، لبنان — ۲۰۰۴ در پاریس، فرانسه) نقاش لبنانی بود که در آکادمی هنرهای زیبای لبنان درس خواند و در ۱۹۴۷ به پاریس رفت. او بیشتر عمر خود را در فرانسه گذراند با این وجود، یکی از تأثیرگذارترین هنرمندان لبنانی در سدهٔ ۲۰ میلادی دانسته می‌شود.

## فروش آثار
کارهای عبود مرتباً با قیمت‌های بالای ۱۰۰ هزار دلار به فروش می‌روند. در سال ۲۰۰۷ میلادی یکی از کارهای او که ۱۲۰–۱۵۰ هزار دلار قیمت‌گذاری شده بود، ۲۶۵ هزار دلار فروش رفت. یک سال بعد، نقاشی دیگری از او به نام کلیسای جامع، به قیمت ۱۳۴ هزار دلار در یک حراجی فروخته شد.

## جایزه‌ها
- جایزه بزرگ موزه سورسک، بیروت، ۱۹۶۴
- جایزه بزرگ ویکتور شوکو، فرانسه، ۱۹۶۱